# LDV Maxus
Il LDV Maxus è un veicolo commerciale leggero prodotto dalla casa automobilistica inglese LDV Group dal 2004 al 2009. Dal 2011 ritorna in produzione dopo che la cinese SAIC acquisì l’assetto produttivo dalla LDV e ne creó la propria sussidiaria commerciale denominata SAIC Maxus.
La nuova versione venne ribattezzata Maxus V80 ed è tutt’oggi in produzione.

## Storia
Il modello è stato sviluppato congiuntamente da LDV e Daewoo Motors; la joint venture venne siglata nel fine del 1998 e lo sviluppo iniziò l’anno successivo. Il programma di sviluppo quinquennale prevedeva investimenti pari 500 milioni di sterline. Lo scopo era di creare un commerciale di classe media da produrre in Polonia e rilanciare la LDV che basava la sua produzione su vecchi commerciali di origine Leyland e Austin degli anni settanta; inoltre era previsto l’assemblaggio delle scocche anche in Inghilterra nello stabilimento LDV di Birmingham delle versioni con guida a destra. Per le motorizzazioni venne stretto un accordo con la VM Motori per la fornitura del propulsore 2,5 litri R425 diesel common rail quattro cilindri.
Il Maxus venne lanciato alla fine del 2004 ed entrò in produzione nello stesso anno prodotto nello stabilimento di Lublino in Polonia della Daewoo Poland. Era disponibile in due versioni a passo corto e lungo e tre motorizzazioni 2.5 turbodiesel VM da 95, 120 e 140 cavalli. La trazione era anteriore.
Sin dal suo lancio, il Maxus ha ricevuto buoni consensi soprattutto nel Regno Unito e in Polonia. Il furgone è stato utilizzato da numerose società come National Grid, Royal Mail e vari servizi della polizia britannica.
In seguito all'acquisizione di Daewoo da parte di General Motors, LDV si è assicurata i diritti esclusivi sul veicolo, acquistato tutti i macchinari e i componenti della produzione e spostando lo stabilimento produttivo da Lublino, in Polonia, verso il sito LDV di Washwood Heath, Birmingham. 
Nel luglio 2006 LDV è stata acquisita dal costruttore automobilistico russo GAZ che aveva in programma di avviare la produzione del Maxus in una delle sue fabbriche russe entro il 2010, ma la LDV è entrata in amministrazione nel giugno 2009, a causa della mancanza di fondi dal proprietario russo GAZ. Circa 800 lavoratori furono licenziati durante questo periodo. Si sperava che la società malese Weststar LDV, che distribuiva il Maxus su licenza in Asia, Europa e Medio Oriente, avrebbe acquisito LDV, ma l'accordo è saltato durante la settimana prima che LDV entrasse in amministrazione.

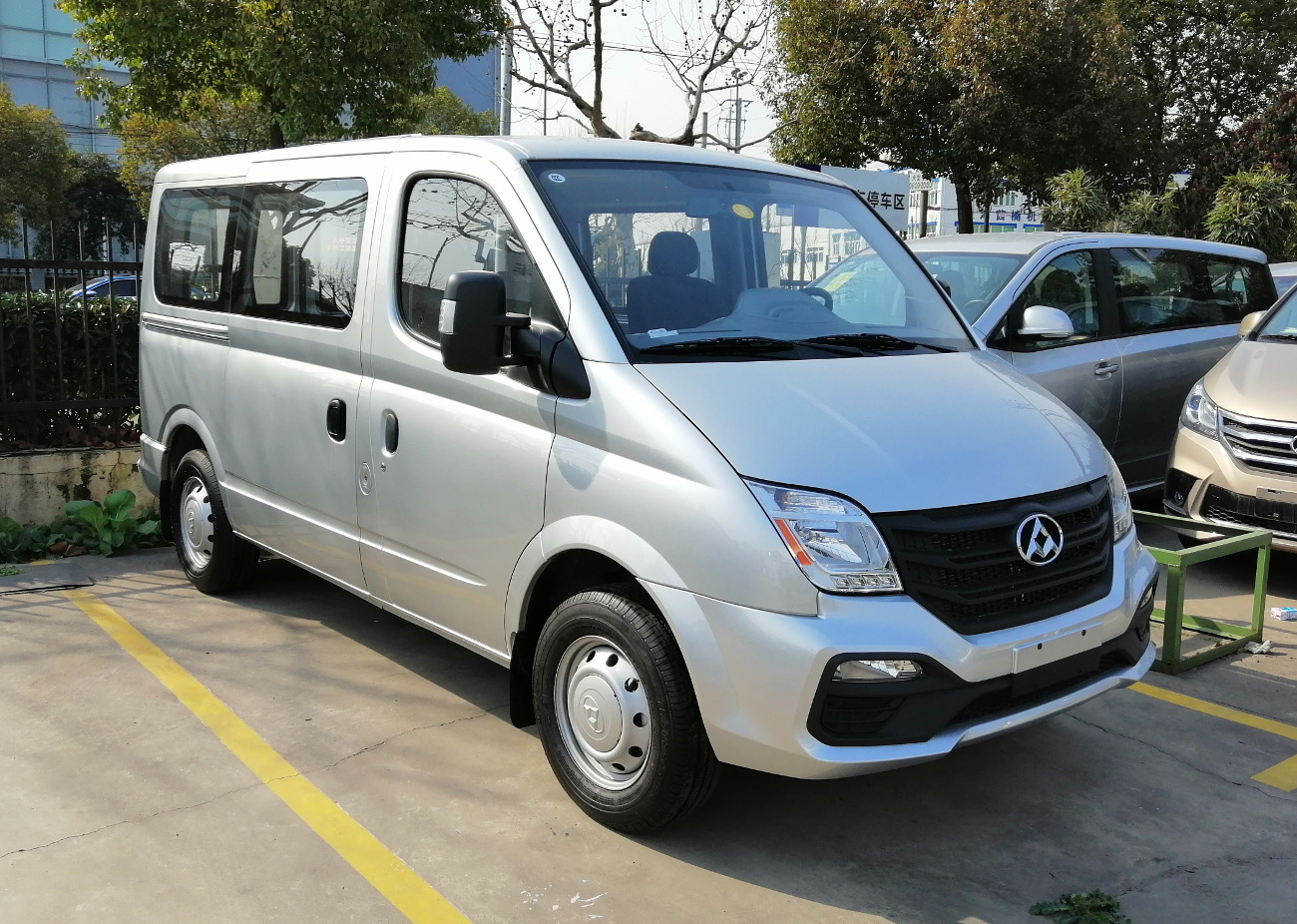
Il Maxus V80 prodotto dalla SAIC Maxus

Nel 2008, LDV ha prodotto 10.000 furgoni, generando un fatturato di circa £ 150 milioni, ma ha perso £ 54 milioni nel 2008 e nel primo trimestre del 2009, prima del fallimento dell'azienda. 
Nell'agosto 2010, la cinese SAIC cinese ha acquistato la maggior parte degli asset LDV e ha annunciato di lanciare la versione cinese del furgone nel 2011. Nel giugno 2011 il modello LDV Maxus è stato rilanciato da SAIC come Maxus V80 in cui Maxus non identificava più il nome del modello ma era diventata una sussidiaria della SAIC con sede a Wuxi (Cina) destinata a produrre veicoli commerciali e pick-up. 
Sempre nel 2011 il rinnovato V80 torna ad essere venduto nel Regno Unito e in Australia importato a Cina ribattezzato LDV V80: la SAIC oltre al progetto si era assicurata anche i diritti sul marchio LDV. La nuova versione è stata aggiornata in alcuni particolari estetici (nuova calandra e nuovo logo anteriore) e nel propulsore, il 2.5 litri VM omologato Euro 4 o Euro 5 a seconda dei mercati e dotato del filtro antiparticolato.